# Лаво, Шарль Франсуа
Ша́рль Франсуа́ Лаво́ (фр. Charles Francois Lavaud, 23 марта 1798, Лорьян, Бретань, Франция — 11 марта 1878, Брест, Бретань, Франция), французский военный и государственный деятель, контр-адмирал.

## Происхождение
Фамилия «Lavaud» является производной от старофранцузского «vallee» — «долина». Дворяне Лаво происходят из лесного графства Лимузен, где они носили фамилию Лаваль (фр. de Laval), затем их предки перебрались на морское побережье в Аквитанию, где музыкальный язык местных жителей вокализировал их фамилию в Лаво. Отец будущего адмирала Жан Жозеф Мишель Лаво (фр. Jean Joseph Michel Lavaud) родился в Бордо, центре Аквитании и знаменитой во время революции Жиронды 29 сентября 1759 года, его супруга, мать Шарля Франсуа, урожденная Энн Габриель Монделье (фр. Anne Gabrielle Mondelier, род. около 1772 года) была бретонкой из Иль и Вилен и семья перебирается на её родину в Бретань. Отец Шарля Франсуа посвятил себя флоту, в 1779-1792 г.г. он плавал на коммерческих судах, а с 1793 года на военных. Двадцать три года сражался Жан Жозеф на море, сначала за Республику, потом за Императора и вышел в отставку в 1816 году имея ранение, полученное во время революции в Санто-Доминго и Орден Почетного легиона (28 февраля 1808 года) дарованный за храбрость. Шарль Франсуа родился 23 марта 1798 года в портовом городе Лорьян. Пойдя по стопам отца он выбрал карьеру моряка.

## Служба на флоте
Служба на флоте началась для Лаво в 12 лет, в 1810 году он — юнга (ученик матроса) на новом фрегате «Нимфа» (фр. la Nymphe, 40 орудий). 28 декабря 1810 года «Нимфа» в сопровождении другого фрегата «Медуза» (фр. La Méduse) под командованием Ж. Ф. Рауля совершает поход из Бреста на остров Ява с транспортной миссией по доставке в Батавию голландского губернатора, его сотрудников и солдат. В Индийском океане экспедицию пытались перехватить английские корабли, но отряд спокойно достиг Сурабайи 2 сентября 1811 года и, выполнив миссию, 22 декабря вернулся в Брест. После этого Лаво проходит обучение в военно-морской академии Бреста, на корабле-школе «Турвилль» (фр. le Tourville) в 1811 — 1815 г.г., получив чин мичмана. За четыре года в 1815 — 1819 г.г. Лаво сменил службу на восьми кораблях, получив в 1819 году чин прапорщика. В 1819 — 1820 г.г. служит на паровом бриге «Африканец» (фр. l' Africain), в 1820 году на бригах «Силен» (фр.  la Silène) и «Белка» (фр. l' Ecureuil). В 1825 году-получает чин лейтенанта. В 1826 — 1829 г.г. он служит на фрегате «Юнона» (фр. La Junon), на борту которого принимает участие в Наваринском сражении1827 года. С 1829 по 1838 г.г. Лаво участвует в гидрографических исследованиях у берегов Ньюфаундленда. В 1838 — 1839 г.г., получив чин командора, короткое время работает в Морском министерстве в Париже. Талант осторожного и умелого дипломата, давший толчок к дальнейшей его карьере, неожиданно был проявлен Лаво во время попытки Франции колонизировать побережье Новой Зеландии в 1839-1840 г.г., получившей у англичан название «Гонка за Акароа» (англ. the race for Akaroa).

## Гонка за Акароа
В 1838 году французский капитан китобойного судна из Гавра Жан Ланглуа (фр. Jean Langlois), решив, что побережье Новой Зеландии может стать хорошей базой для обслуживания китобойных судов, вёл переговоры с некоторыми вождями маори о приобретении части полуострова Банкс. 2 августа 1838 года соглашение было достигнуто, оставив вождю товаров на 6 фунтов стерлингов и пообещав выплатить впоследствии еще 234 фунта капитан стал владельцем земельного участка размером в 30 000 акров.    

## Награды
- Великий офицер ордена Почётного легиона (1878 год)[6]